# Phi Eridani
Phi Eridani ( Eridanus) é uma estrela na direção da constelação de Eridanus. Possui uma ascensão reta de 02h 16m 30.50s e uma declinação de −51° 30′ 43.6″. Sua magnitude aparente é igual a 3.56. Considerando sua distância de 155 anos-luz em relação à Terra, sua magnitude absoluta é igual a 0.18. Pertence à classe espectral B8IV-V.